# Trescore Balneario
Trescore Balneario es una localidad y comune italiana de la provincia de Bérgamo, región de Lombardía, con 9.458 habitantes.

## Evolución demográfica
| Gráfica de evolución demográfica de Trescore Balneario entre 1861 y 2001 |
|                                                                          |
| Fuente ISTAT - elaboración gráfica de Wikipedia                          |